# Sambucucciu d'Alandu
Sambucuccio d'Alando fou un líder camperol cors del segle xiv, originari d'Alando. Representà a la Còrsega dita de les terres comunes (l'Alta Còrsega menys el Cap) contra la Còrsega dels senyors ("Terra dei Signori") que era Cap Cors i les senyories de més enllà de les muntanyes: Cinarca, Rocca, Istria, Ornano).
Després de prendre el poder a part de l'illa el 1359 es va aliar amb Gènova. Fou el dirigent local que controlava la situació però va desaparèixer de l'escena el 1370. Fou probablement un agent dels genovesos contra els catalans.
Amb tot va establir les reformes que van marcar la vida corsa fins a la revolució, amb transformació de la propietat en parcialment col·lectiva.